# Ian Scheckter
Ian Scheckter (* 22. August 1947 in East London, Südafrika) ist ein ehemaliger südafrikanischer Automobilrennfahrer und der Bruder des Formel-1-Weltmeisters von 1979, Jody Scheckter.

## Karriere
Ian folgte seinem Bruder nach Europa und in die Formel 1, nachdem er in der Formel Ford „Sunshine Series“ gewonnen hatte. Sein Formel-1-Debüt gab Ian Scheckter beim Großen Preis von Südafrika 1974 im Team Gunston. In den Jahren 1975 und 1976 fuhr er einige Rennen in dem Team von Frank Williams sowie im Tyrrell des Alex-Blignaut-Teams. In der Saison 1977 absolvierte Scheckter 14 von 17 Rennen für das March-Team.
Nach seinem Formel-1-Engagement dominierte Ian Scheckter die südafrikanische Formel-Atlantic-Meisterschaft, die Nachfolgeserie der südafrikanischen Formel-1-Meisterschaft, die er sechsmal (darunter viermal in Folge) gewann.